# Flueggea virosa
Flueggea virosa är en emblikaväxtart som först beskrevs av William Roxburgh och Carl Ludwig von Willdenow, och fick sitt nu gällande namn av John Forbes Royle. Flueggea virosa ingår i släktet Flueggea och familjen emblikaväxter.

## Underarter
Arten delas in i följande underarter:
- F. v. himalaica
- F. v. melanthesoides
- F. v. virosa

## Bildgalleri

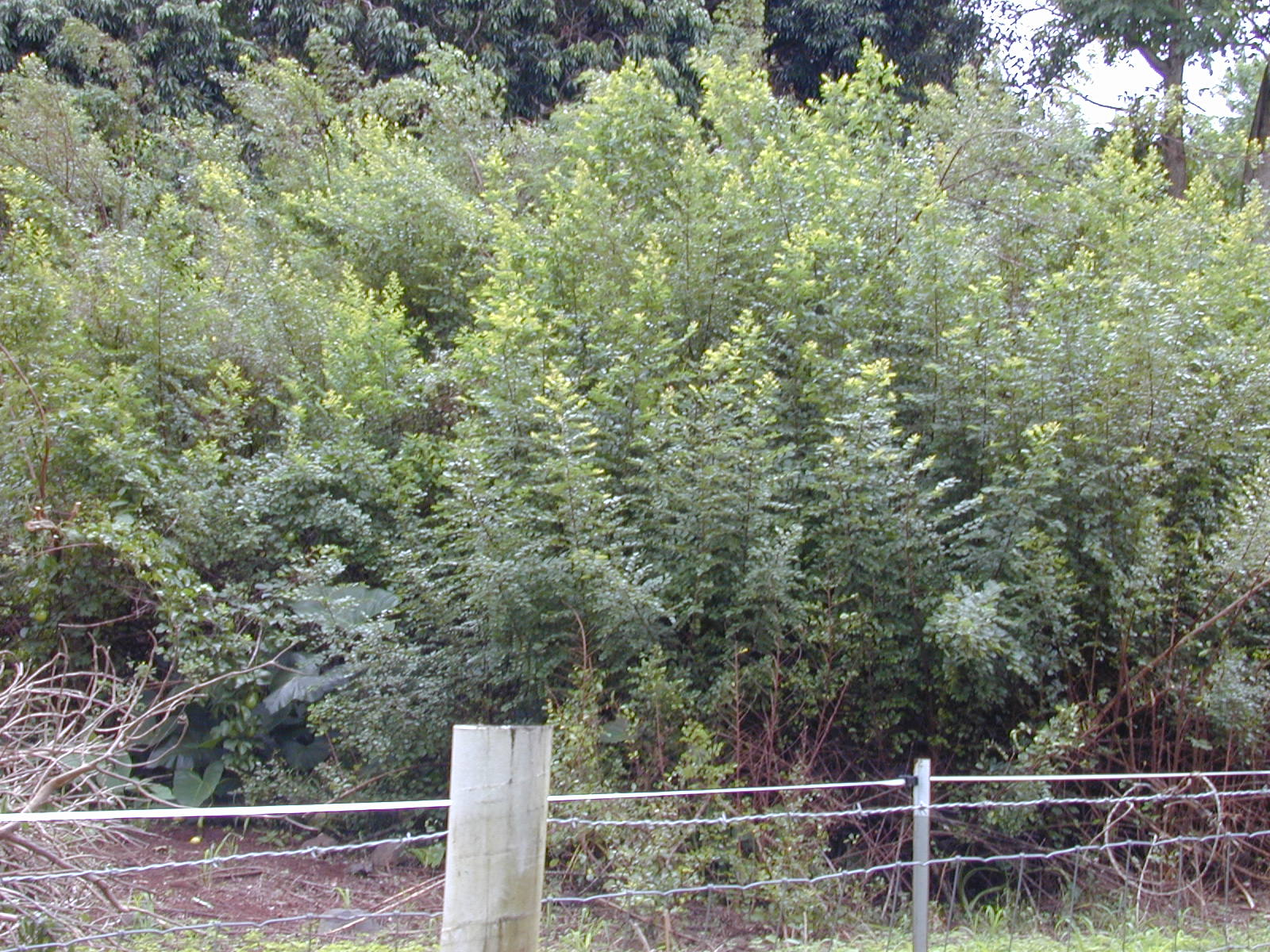
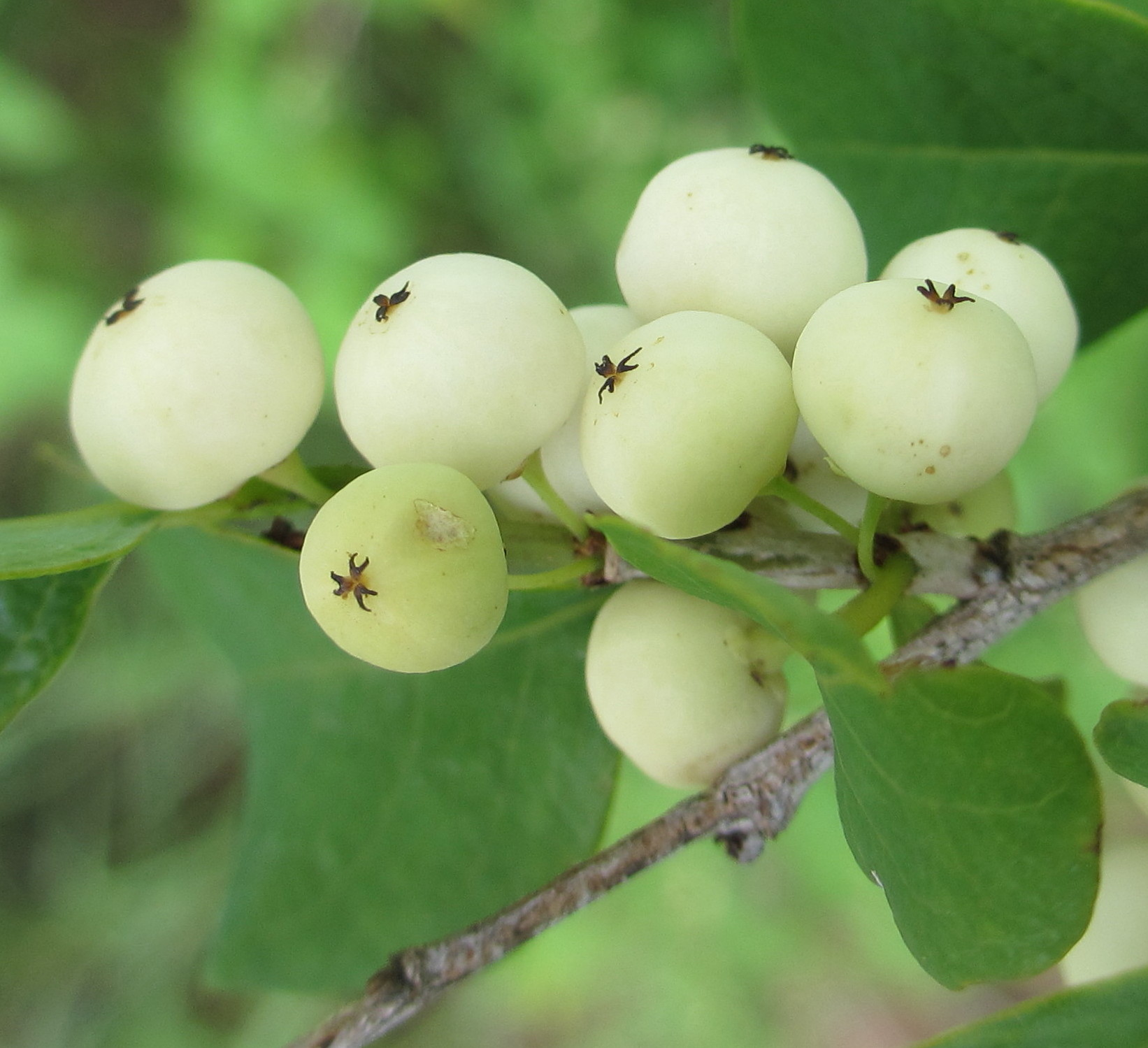
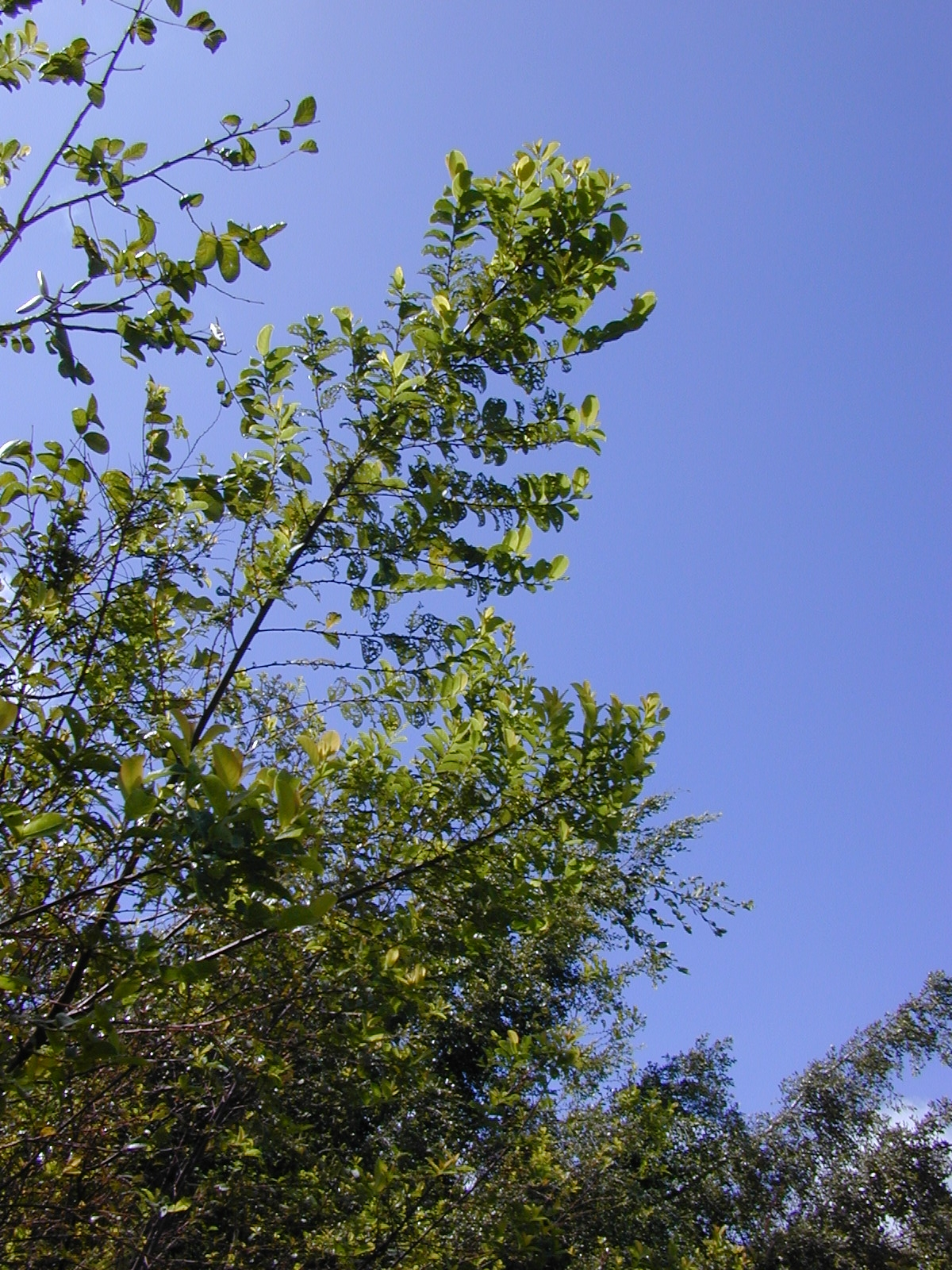
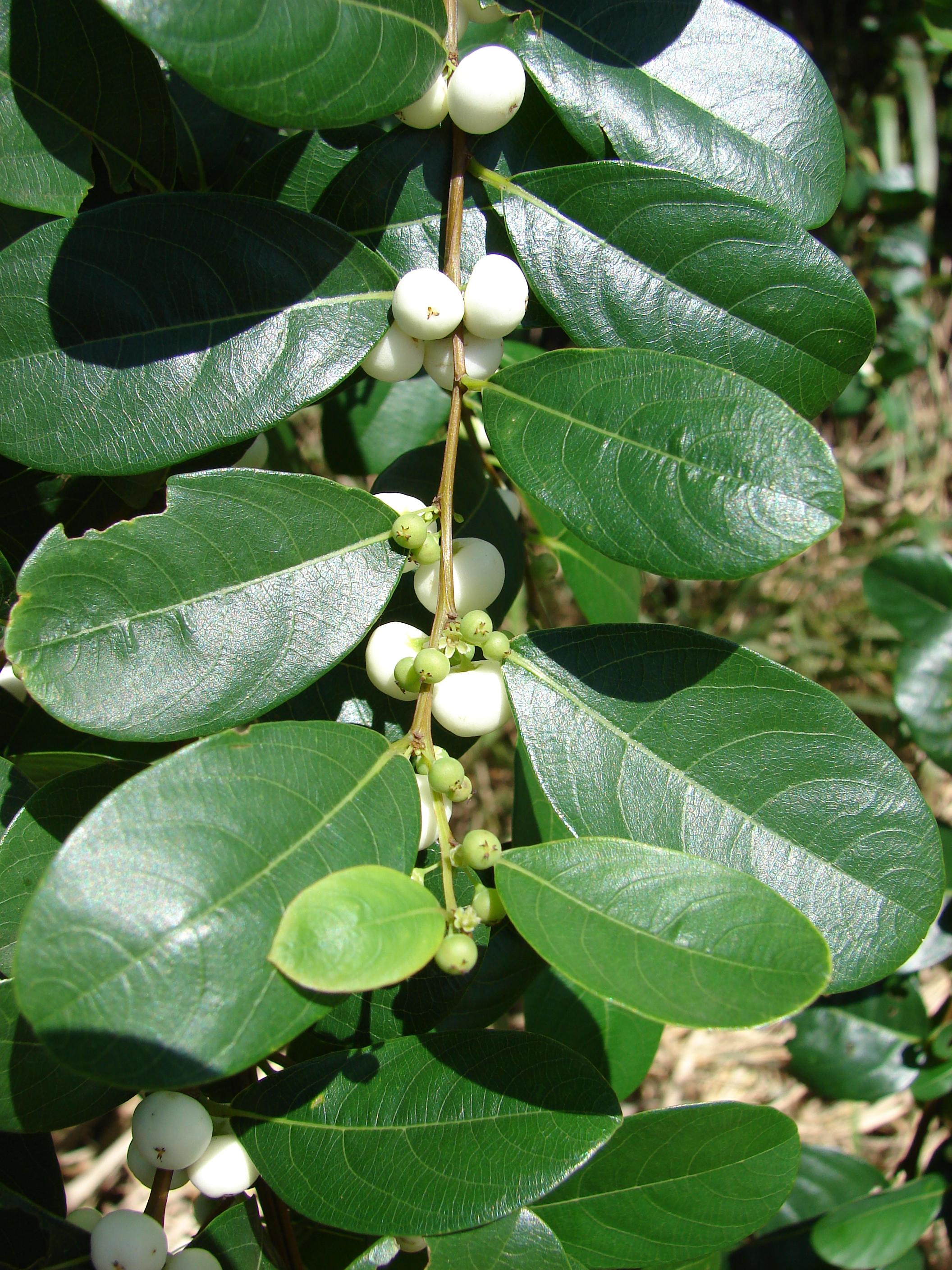
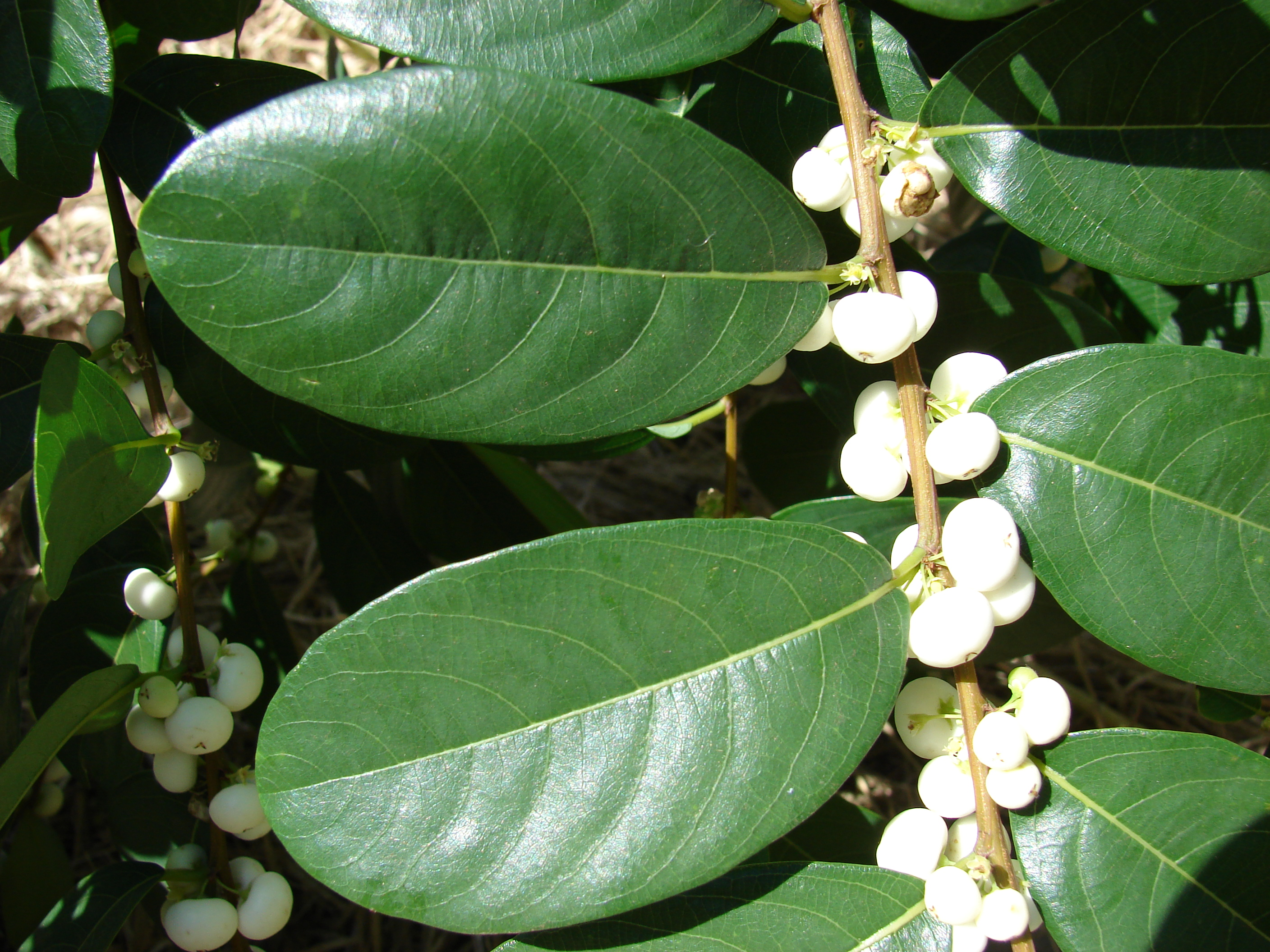
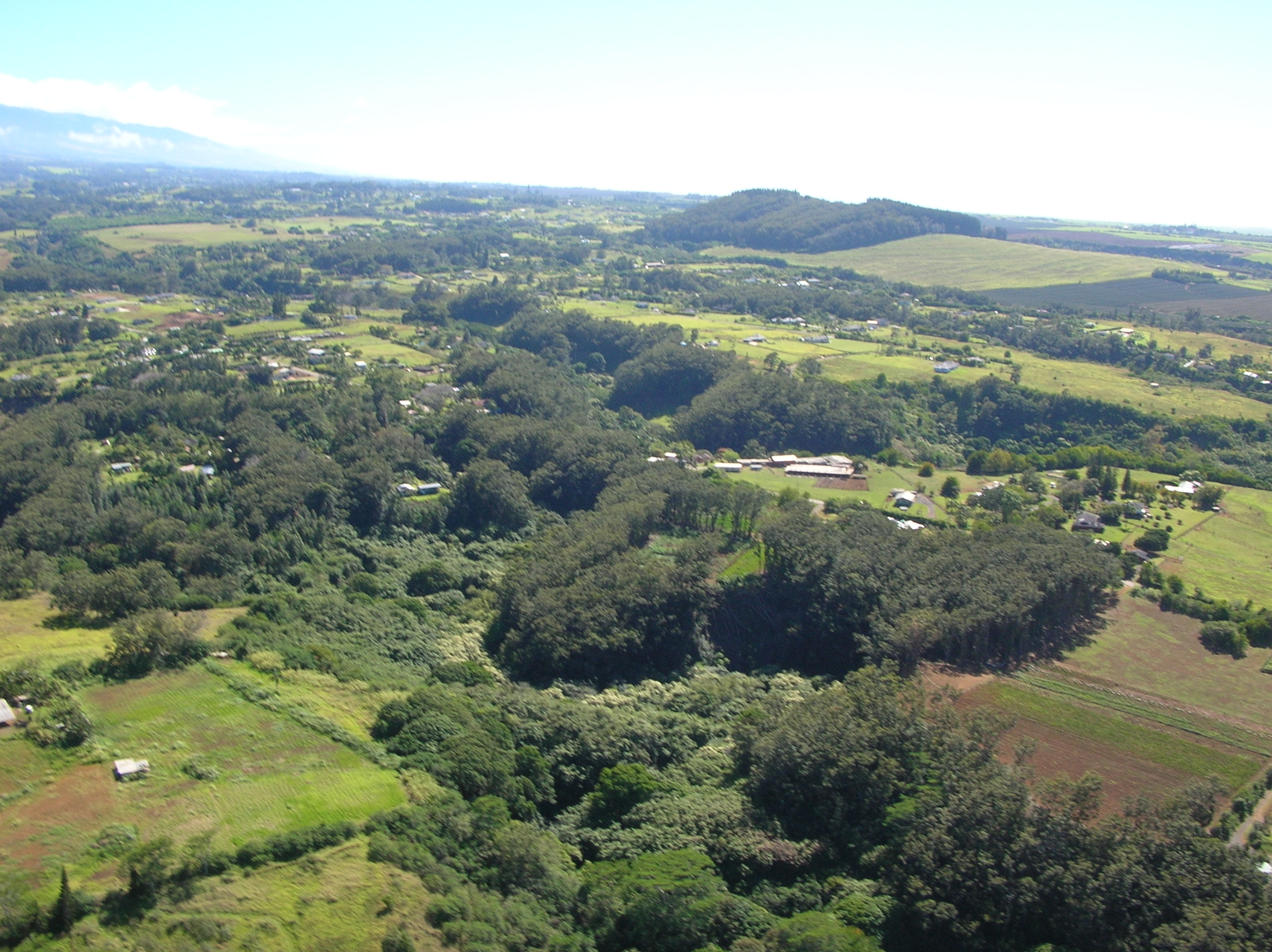